# Eric D. Clark
Eric D. Clark (* 1966) ist ein US-amerikanischer Musiker, Produzent und DJ in der Elektronischen Tanzmusik.

## Leben
Aufgewachsen in Kalifornien kam er nach Europa, wo er dann als Disco/House-DJ das Kölner Nachtleben der 1990er Jahre mitprägte. Zusammen mit Hans Nieswandt und Justus Köhncke gründete er die House-Gruppe Whirlpool Productions. Deren bekanntester Titel From Disco to Disco mit Clarks Gesang war ein Hit in den italienischen Charts 1997. Während dieser Zeit veröffentlichte er auch als Einzelkünstler Tonträger.
Als Produzent arbeitete er mit Peaches, Angie Reed, Märtini Brös, Mark Stewart und Tiefschwarz zusammen.

## Diskografie

### Alben
- Fur Dancefloor (Ladomat, 1998)
- E=dC² (Firm, 2007)

### Singles (Auswahl)
- Another Night, Another Disco (BMG, 2000)
- Blow (mit Tiefschwarz) (International Deejay Gigolos, 2004)
- The Summer Cruising EP (mit The Scandals) (Pale, 2007)
- G Movimente (Detroit Wax, 2008)